# Королевский ботанический сад (Сидней)

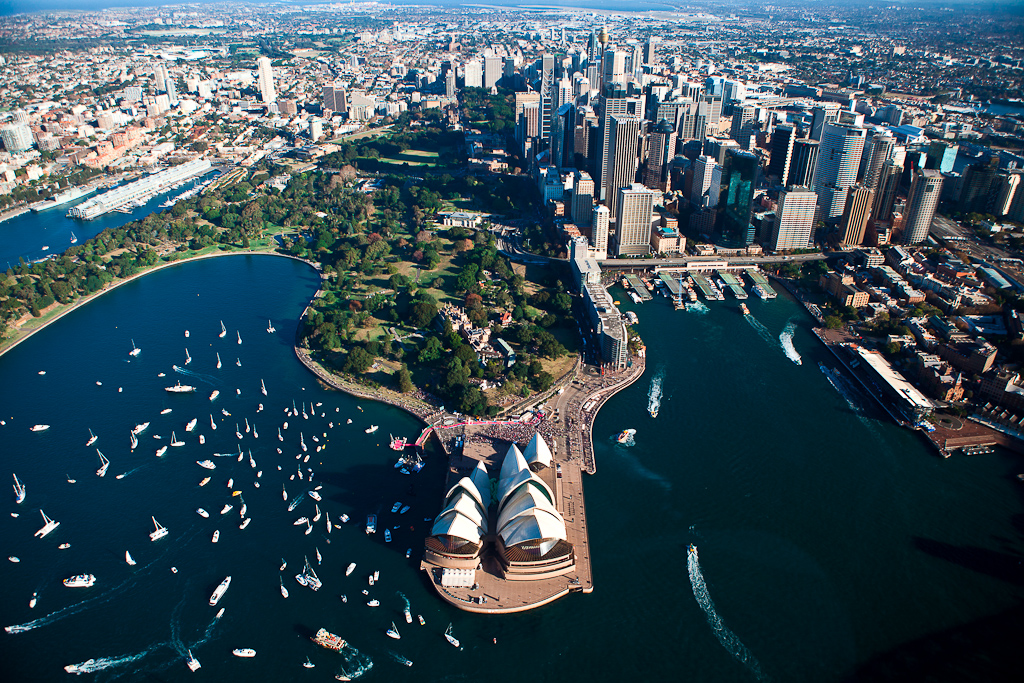
Королевский ботанический сад, оперный театр и пристань Сёркьюлар-Ки. Торжества по поводу возвращения Джессики Ватсон из кругосветного путешествия.

Сиднейский Королевский ботанический сад (англ. Royal Botanic Gardens Sydney) — расположен в самом центре города и является основным из трёх крупнейших ботанических садов Сиднея (два других — Маунт Аннан ботанический сад Mount Annan Botanic Garden и Маунт Тома ботанический сад Mount Tomah Botanic Garden). Парк открыт для посетителей бесплатно круглый год в течение светового дня.

## Местоположение
Ботанический сад расположен на берегу Фермерской бухты Farm Cove — мелководной бухточки в Сиднейском заливе — прямо напротив Сиднейского оперного театра, паромной пристани Сёркьюлар-Ки Circular Quay и улицы Маккуори Macquarie Street. Общая площадь парка — 30 гектаров.

## История создания

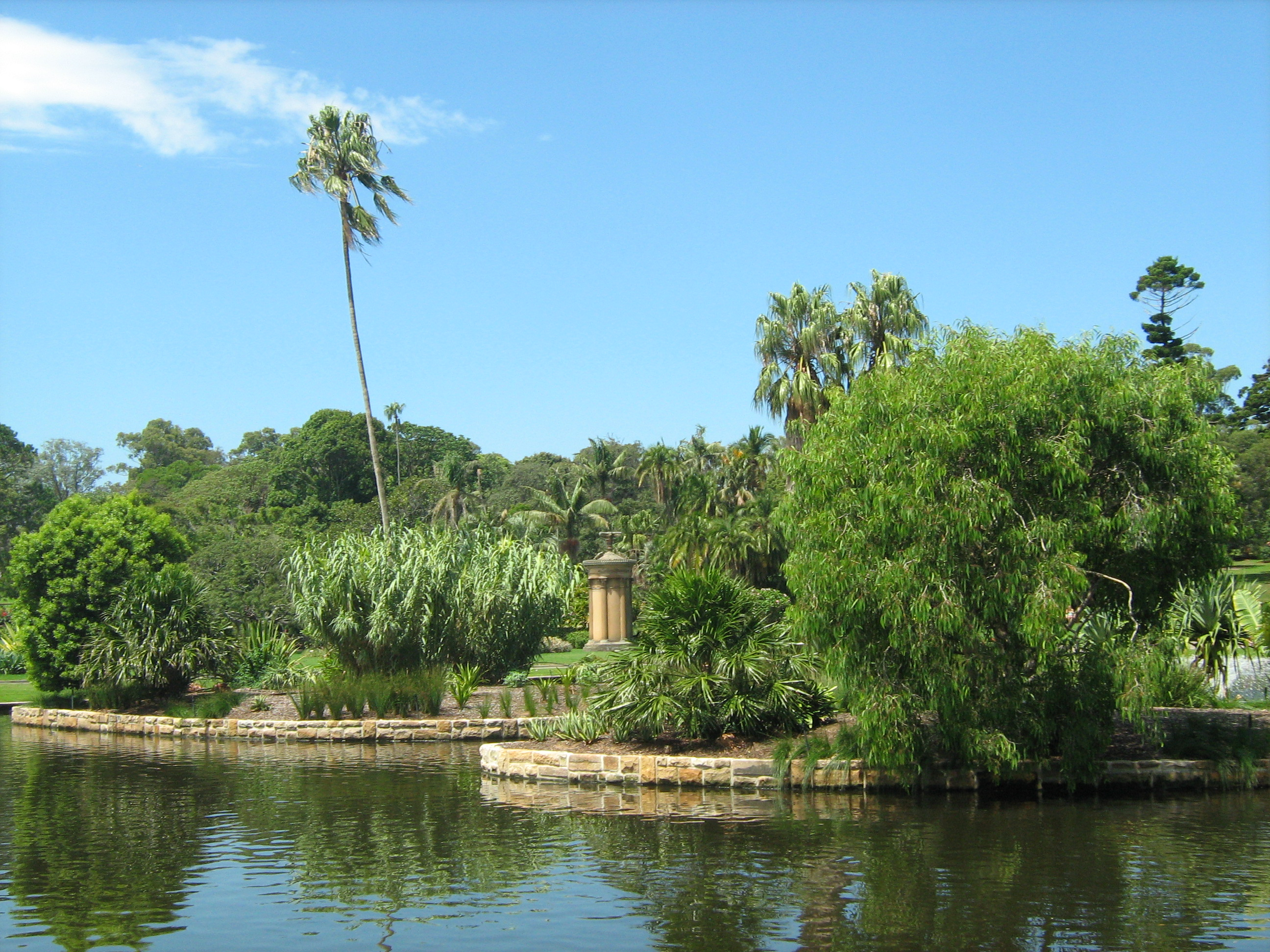
Пруд

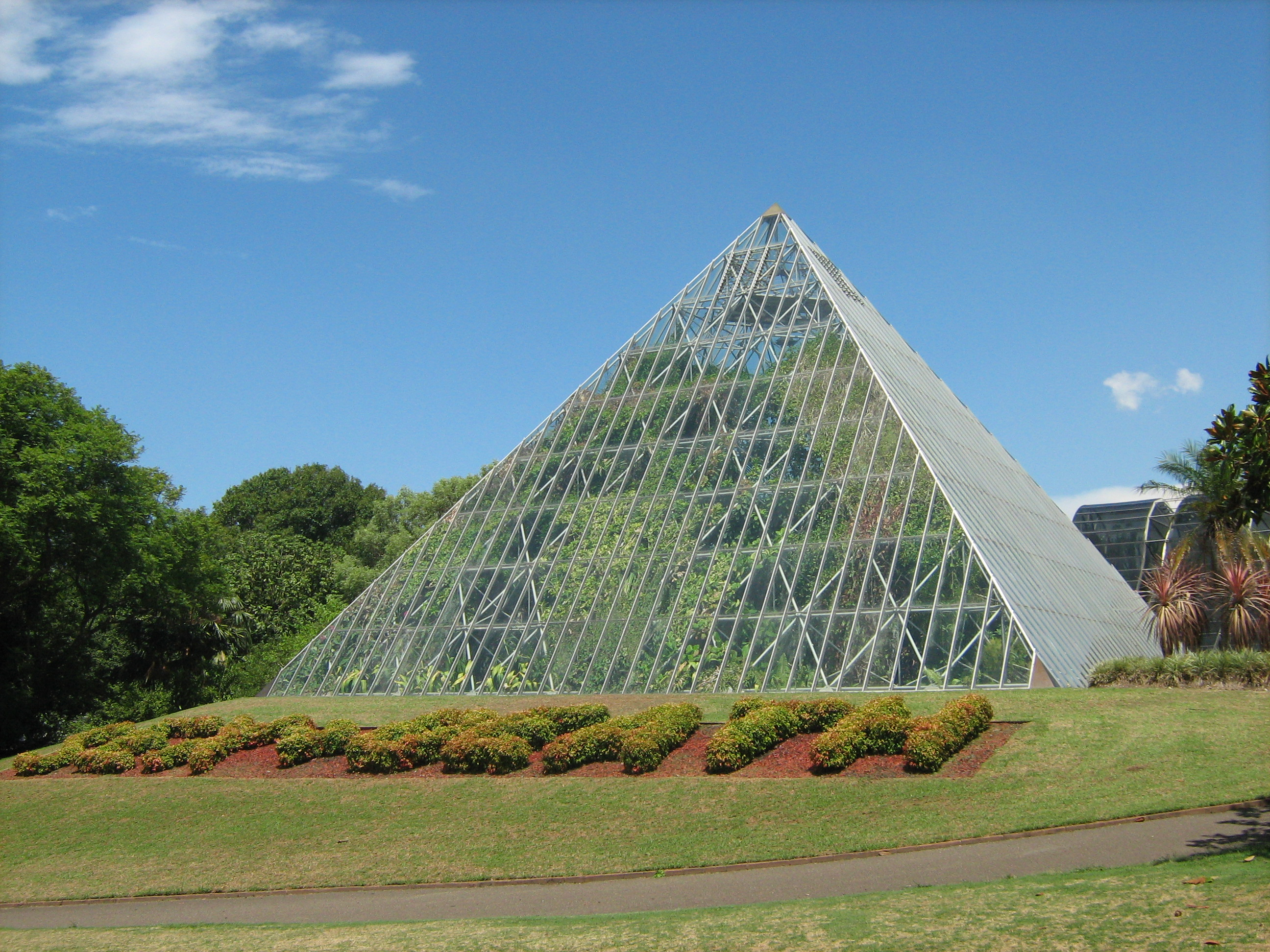
Пирамида «Стеклянный дом» Pyramid Glasshouse

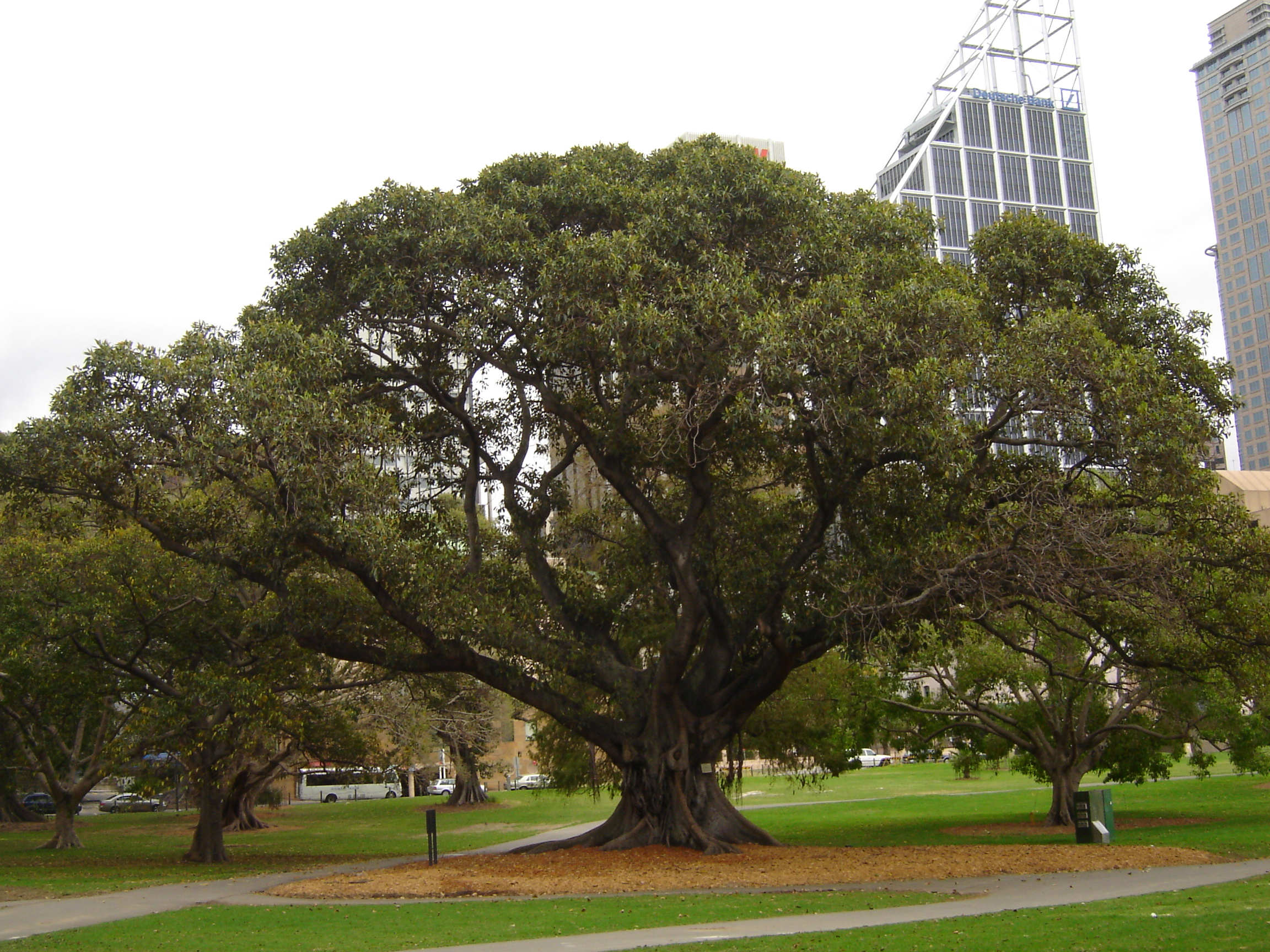
Moreton Bay Fig в Сиднее

Первая ферма на Австралийском континенте возле Farm Cove была основана губернатором Артуром Филиппом в 1788 году. Несмотря на то, что попытка не была удачной, земля постоянно культивировалась, так как был найден способ сделать эти относительно неплодородные земли более продуктивными.
Ботанический сад был основан на этих землях губернатором Маккуори в 1816 году как часть губернаторского имения. С назначением в 1817 году Чарльза Фрейзера первым ботаником колонии началась долгая история коллекционирования и изучения растений в Австралии. Таким образом, Сиднейский Королевский ботанический сад является старейшим научным учреждением Австралии, которое с первых дней играло значительную роль в деле акклиматизации растений из других регионов. После смены нескольких ботаников и управляющих в 1847 году был назначен первый директор. Им стал Джон Бидвилл (John Carne Bidwill). В следующем году его сменил Чарльз Мор (Charles Moore — произносится mʊər, с долгим О), шотландец, получивший образование в ботаническом саду колледжа Св. Троицы (Botanic Gardens of Trinity College) в Дублине, Ирландия. Будучи директором на протяжении 48 лет (1848-96) он сделал многое для придания Ботаническому саду его нынешнего вида. Он смело решал проблемы бесплодной почвы, плохого водоснабжения и недостатка средств чтоб привести сад к виду, который мы видим сегодня.
В 1862 году на территории сада открылся первый сиднейский зоопарк. В 1883 году он был переведен в район Мор Парк Moore Park, в то место, где сейчас находится Sydney Girls High School. На протяжении этого периода остаточная растительность на землях вокруг парка была удалена; были посажены новые растения, а территория перепланирована как парк. Фиговые деревья залива Мортон Moreton Bay Figs (Ficus macrophylla), один из основных элементов тех преобразований, и сейчас доминируют ландшафт.
Мора сменил Джозеф Хенри Мэйден (Joseph Henry Maiden), который был директором на протяжении 28-ми лет. Он сделал множество дополнений к ландшафту сада. Он организовал строительство нового здания гербария (открыто в 1901 году).
Во время Первой мировой войны и депрессии 30-х годов сад потерял большое количество работников, даже должность директора была упразднена. Коллекции растений и гербария пришли в упадок. Новый директор Роберт Андерсон (Robert Anderson) с 1945 г работал над восстановлением и объединением коллекций.
В 1959 году саду и гербарию было пожаловано звание «Королевский» и они были объединены под титулом Королевский ботанический сад.

## Летучие лисицы

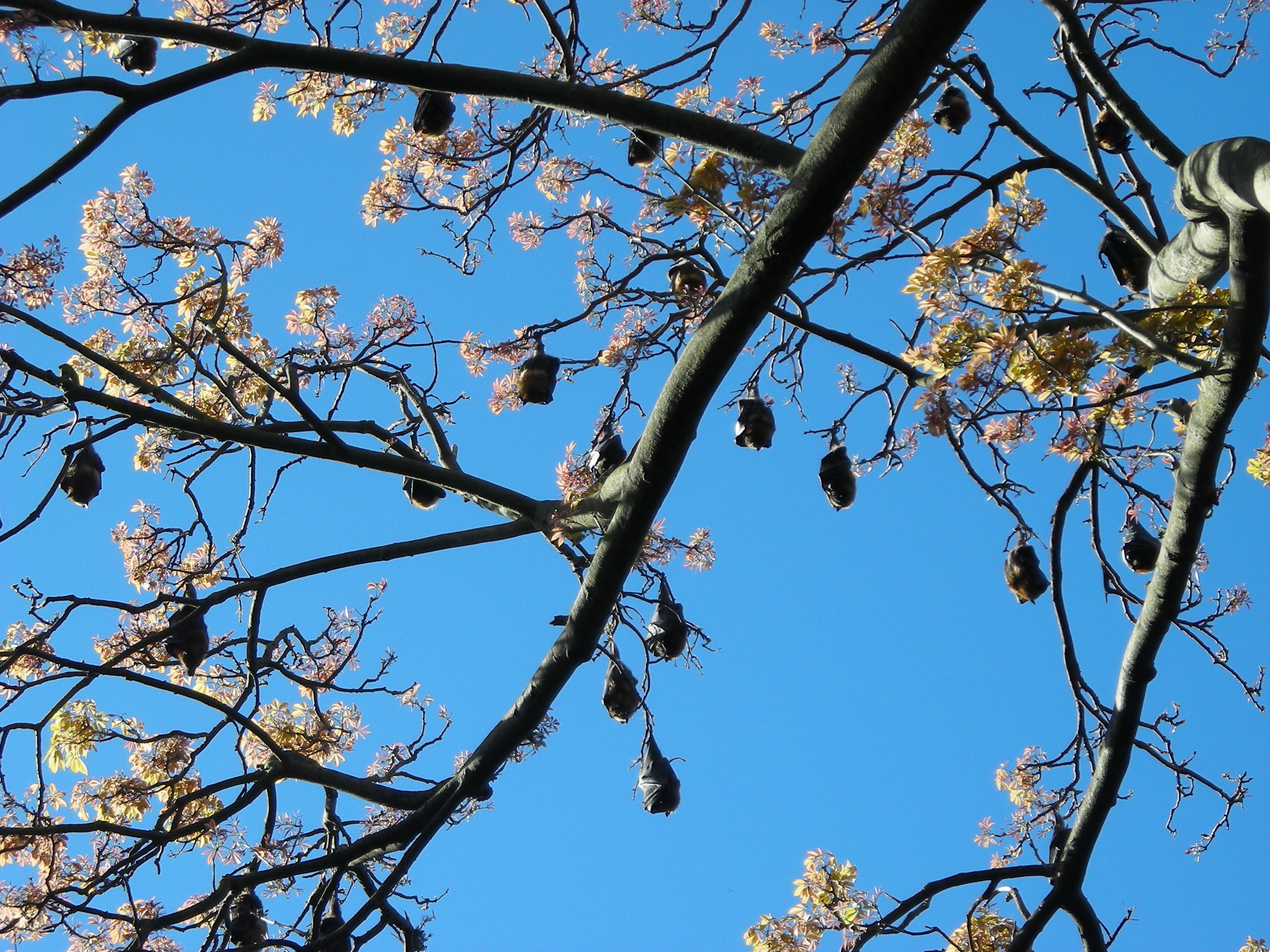
Сероголовые летучие лисицы на дереве

Королевский ботанический сад являлся местом проживания колонии из более чем 22 тысяч сероголовых летучих лисиц Grey-headed Flying Fox (Pteropus poliocephalus). Дирекция сада считает, что летучие лисицы повинны в гибели множества деревьев. В мае 2010 был утверждён план перевода колонии в какое-нибудь другое место. В феврале 2011 Федеральный Суд Австралии дал разрешение на приведение этого плана в жизнь, а в октябре 2011 Федеральное правительство Австралии утвердило этот план. Попытка перевода колонии была предпринята в мае-июне 2012. Для этой цели через сеть громкоговорителей передавались звуки стартующего двигателя и удары металла.
По состоянию на 3 декабря 2012 колония лисиц полностью исчезла, но действия по переводу продолжаются с тем, чтоб удержать лисиц от обратного переселения. С помощью спутниковой системы отслеживания установлено, что летающие лисицы переселились во множество разных мест как в самом Сиднее, так и вдоль восточного побережья штата.

## Краткие факты
- Около 3 с половиной миллионов посетителей в год.
- В парке и прилегающему к нему Домэйну (The Domain) растут 8900 видов растений. Список растений (англ.) в алфавитном порядке по состоянию на апрель 2012.
- Включая Домэйн в саду растут 4770 деревьев.
- Несколько деревьев растут на территории сада со времени до прибытия европейцев, включая два Sydney red gum (Angophora costata), два Forest red gum (Eucalyptus tereticornis) и другие.
- Три старейших в Австралии уличных дерева Swamp mahogany (Eucalyptus robusta).
- Старейшие деревья были посажены в 1820-28 годах.
- В коллекции гербария находятся примерно 1,2 миллиона растений, старейшие из которых были собраны сэром Джозефом Бэнксом на восточном побережье Австралии в 1770 году.
- В саду живут большое количество мелких зверей и птиц включая желтохохлых какаду, лисовидных поссумов, белых австралийских ибисов и других.[5]

## Фотогалерея

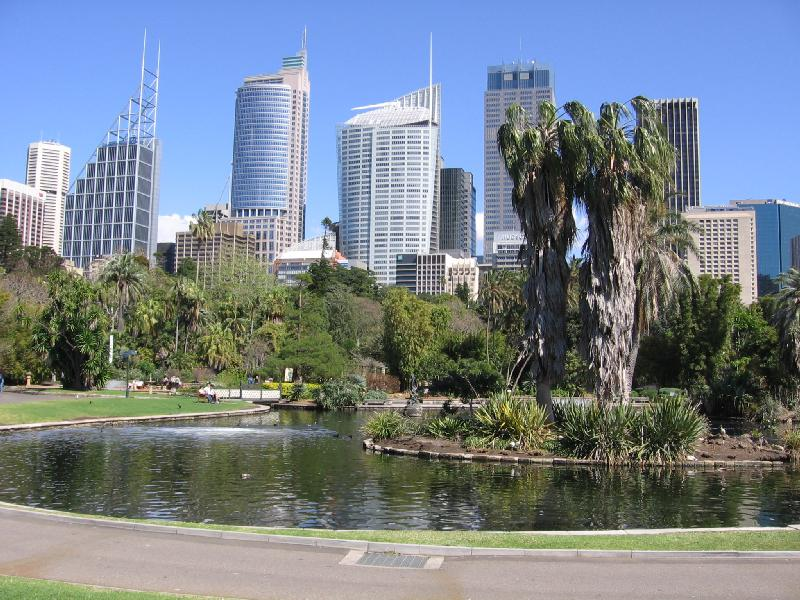
.
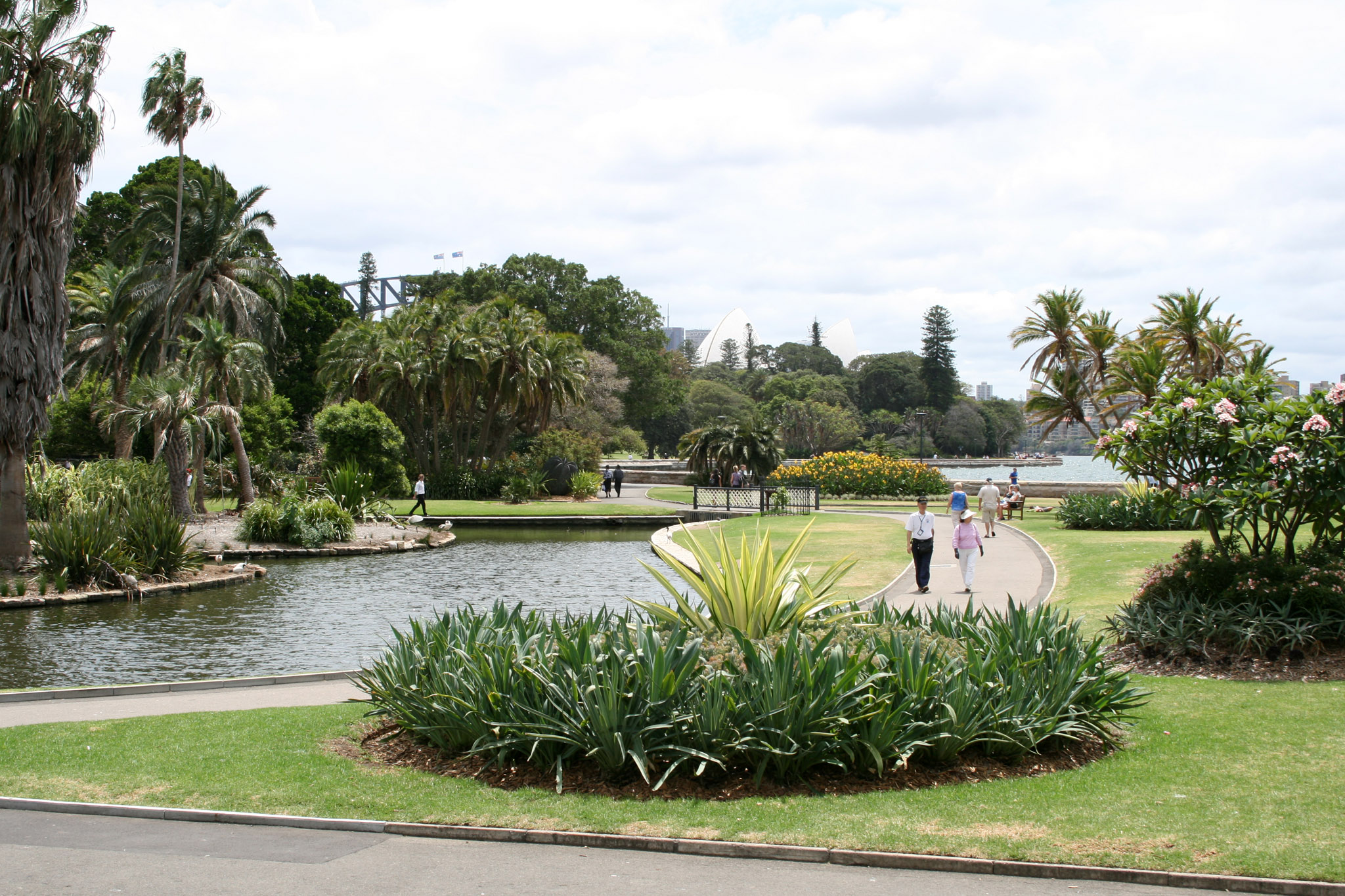
.
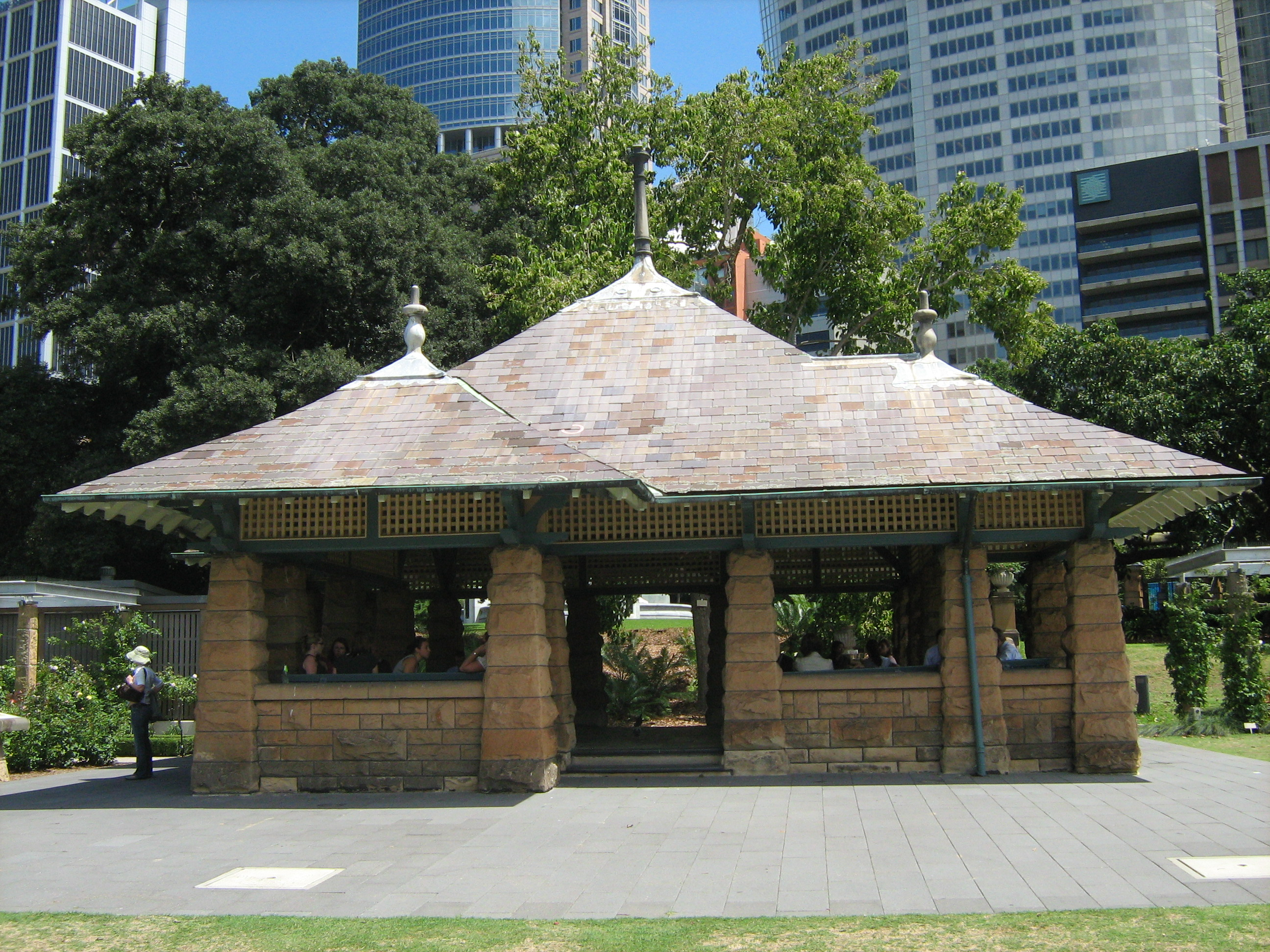
Беседка.
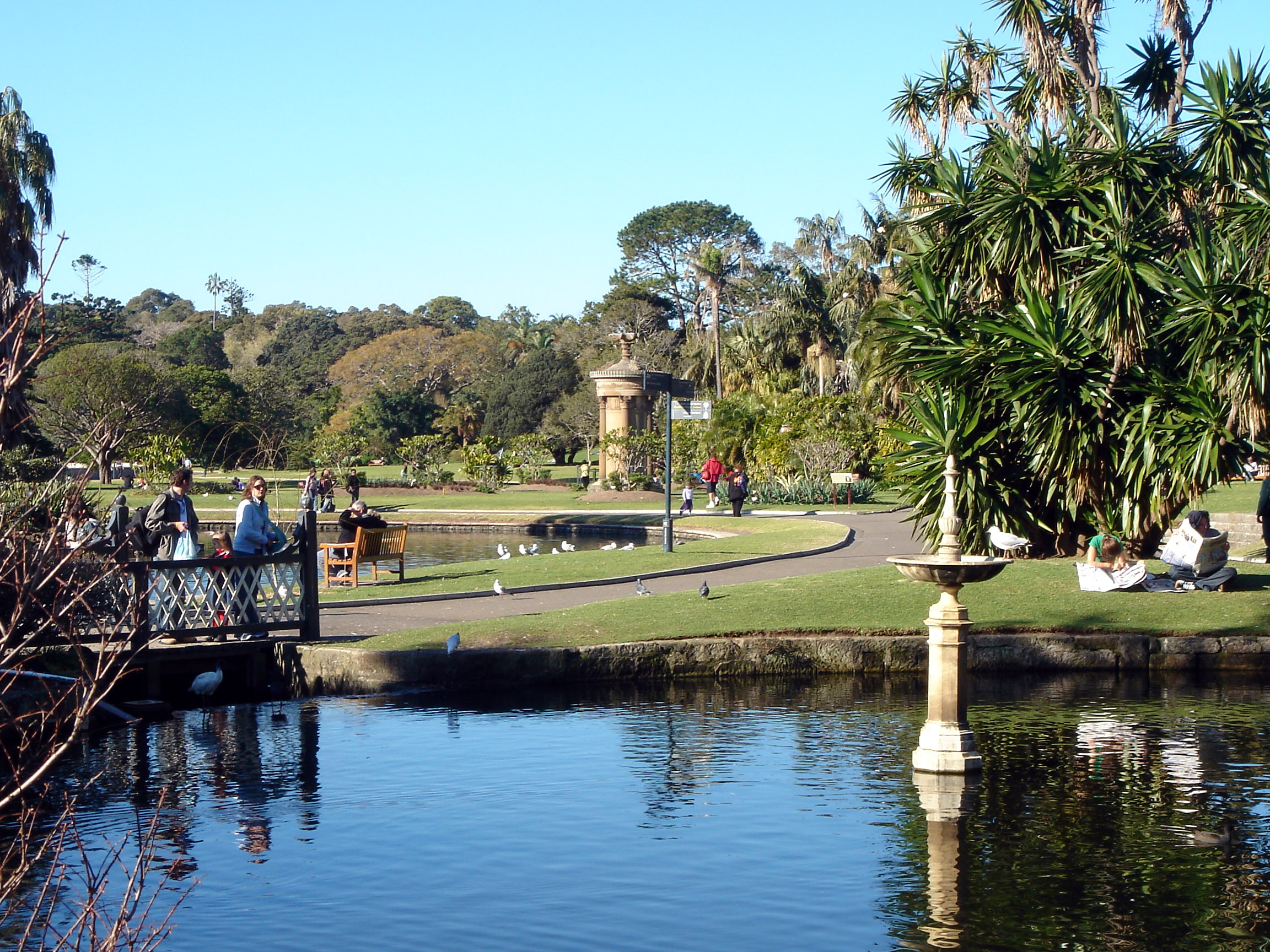
.
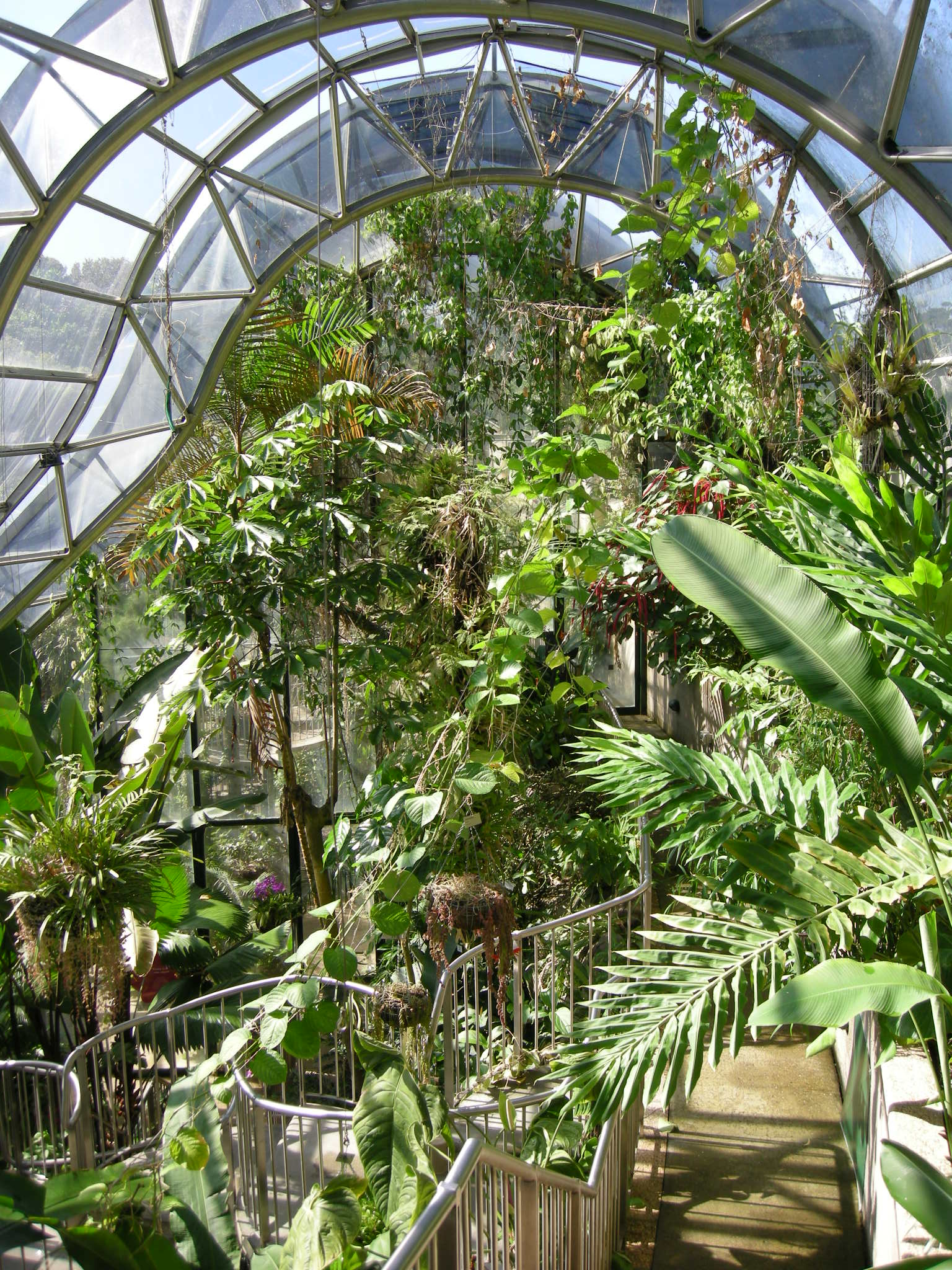
Внутри стеклянного дома.
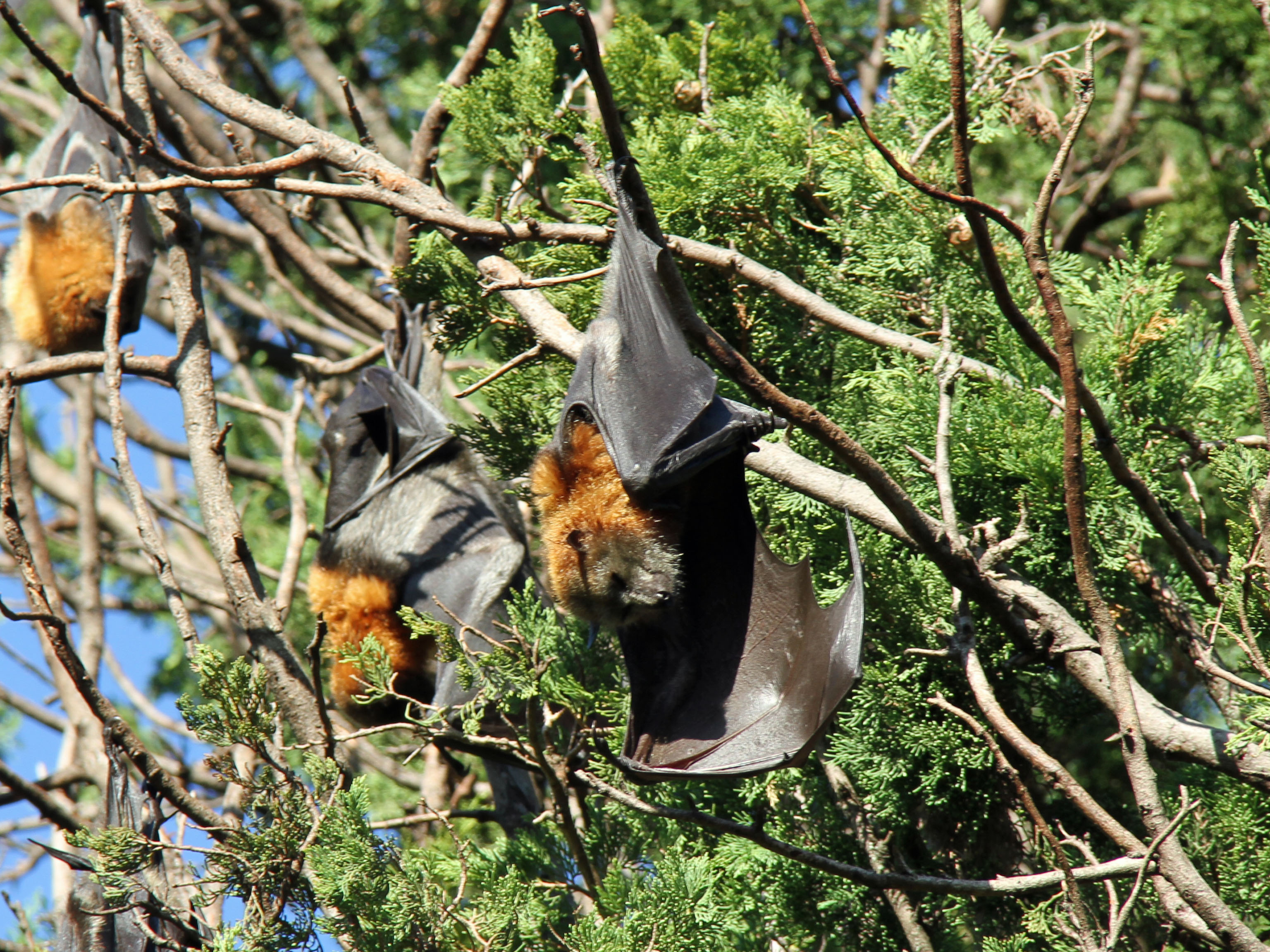
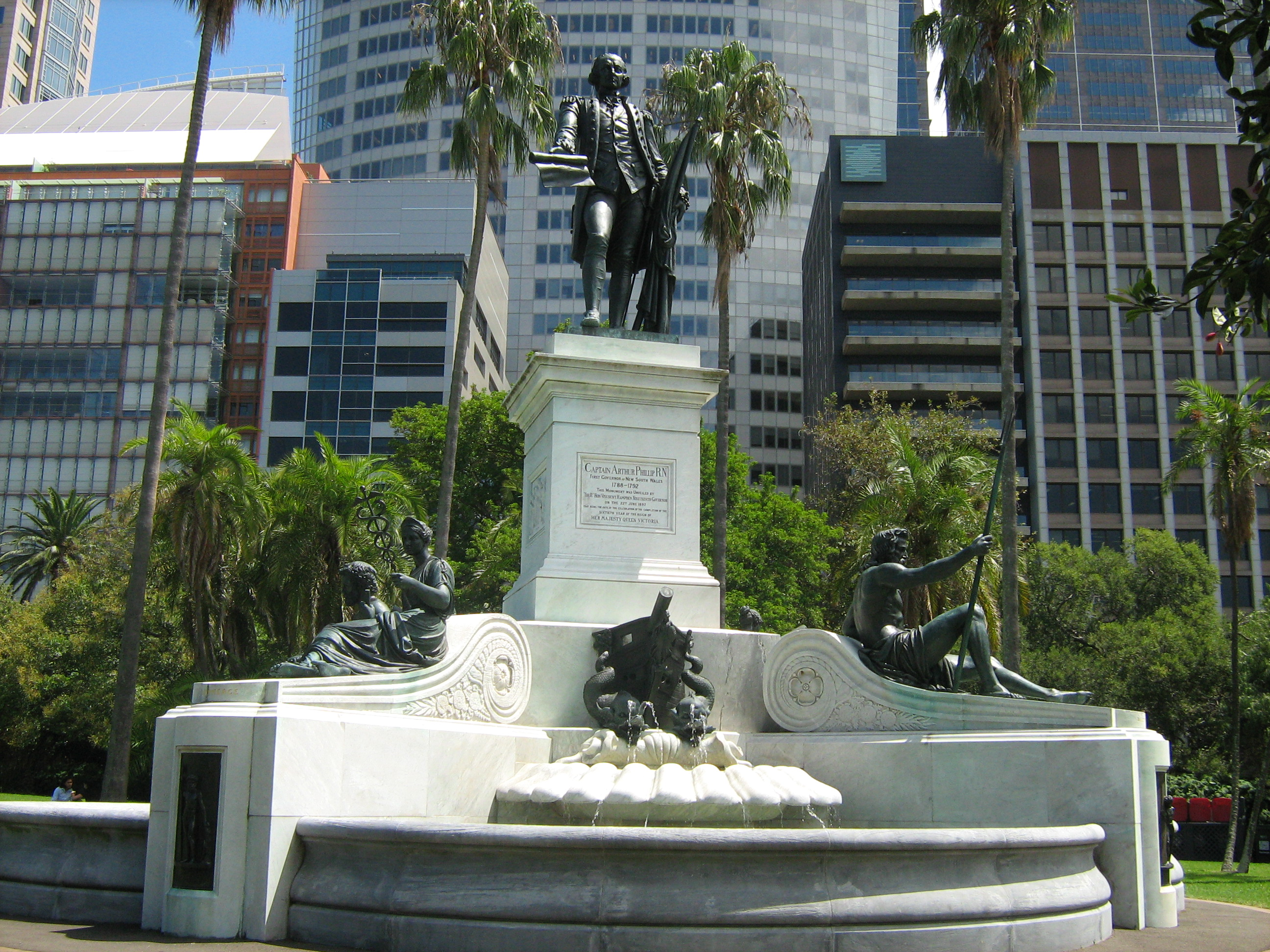
Фонтан губернатора Артура Филлипа. Скульптор Achille Simonetti
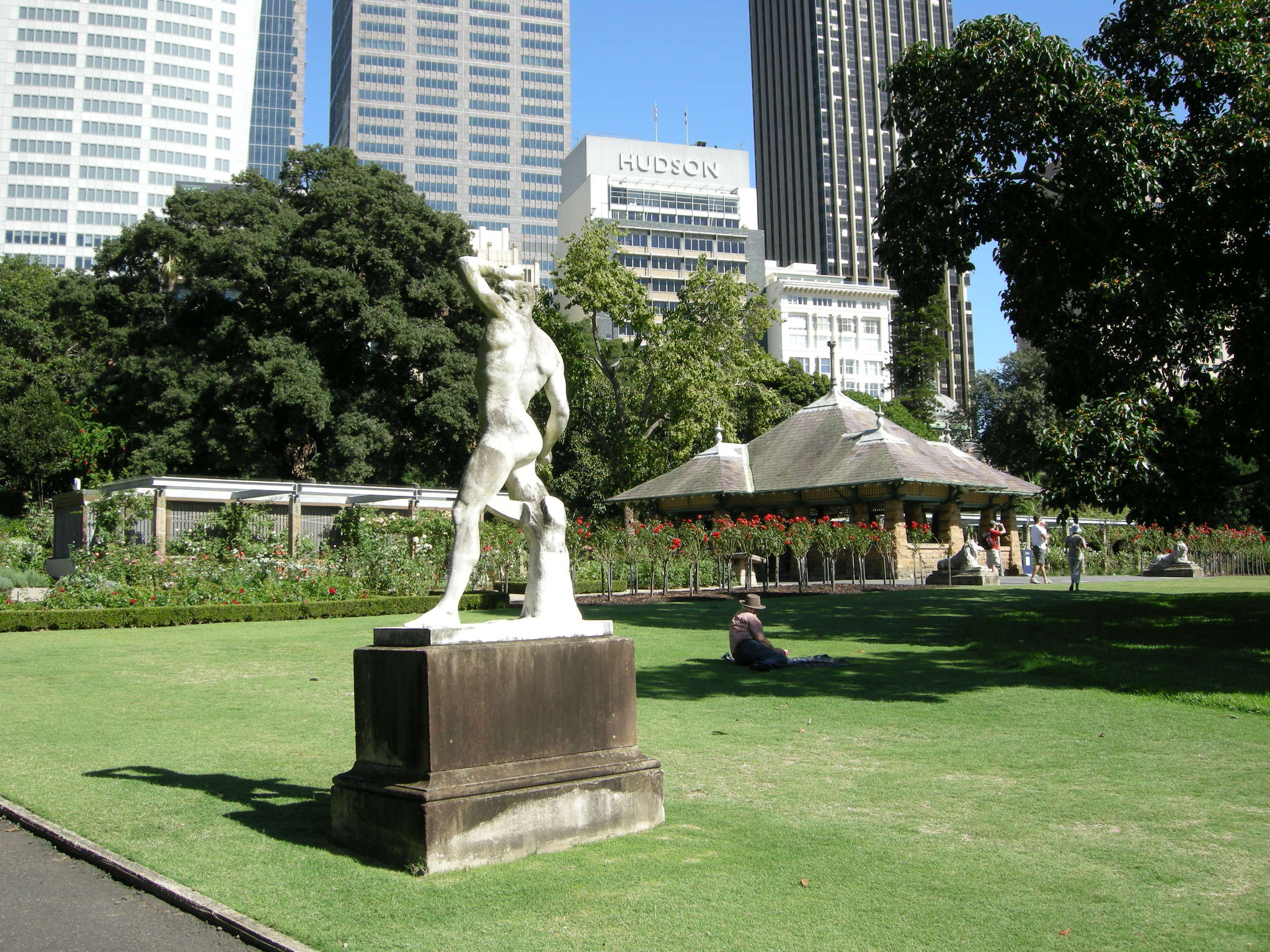
Боксёр. Скульптор Антонио Канова
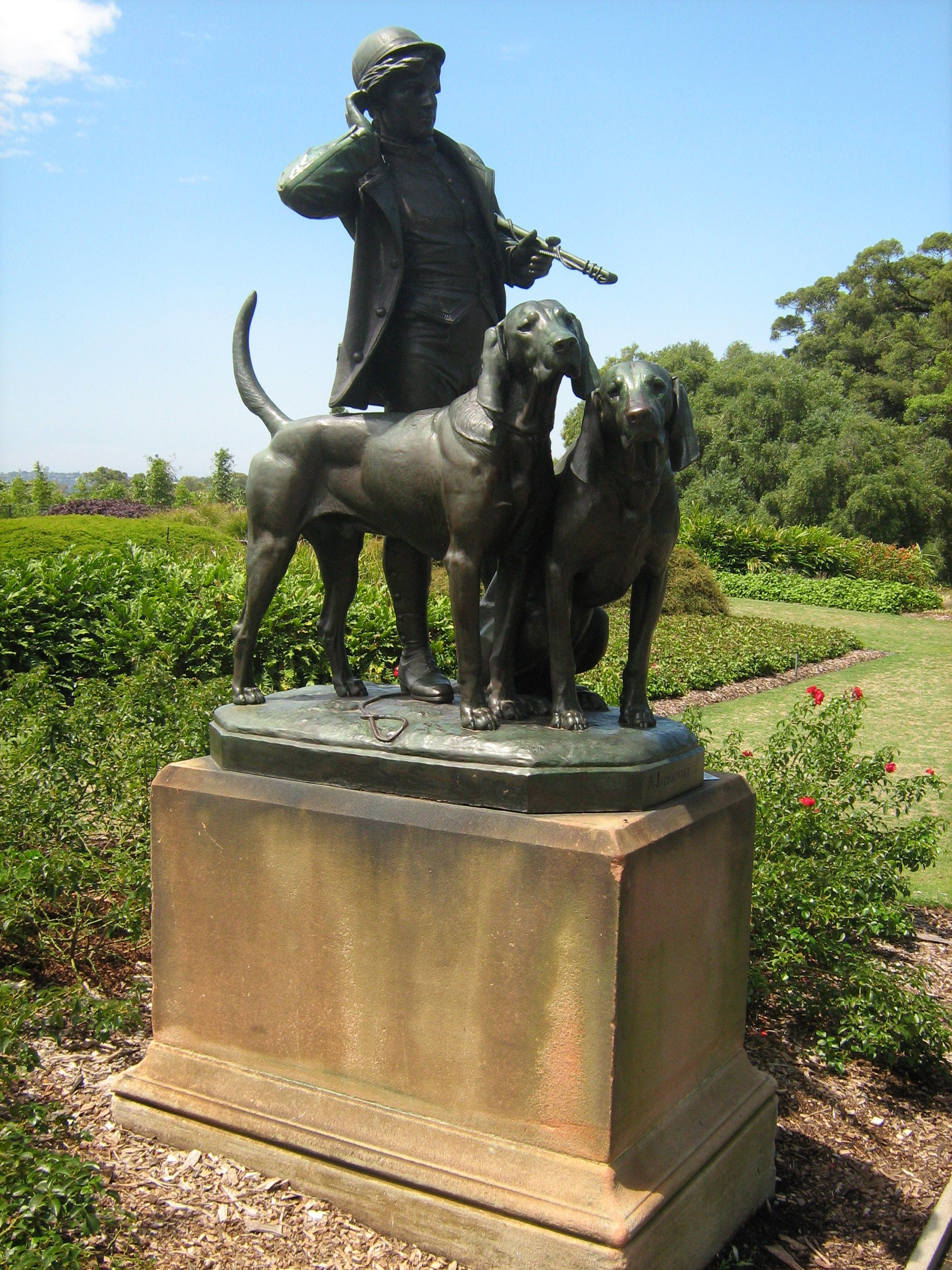
Охотник с собаками. Скульптор Henri Alfred Jacquemart
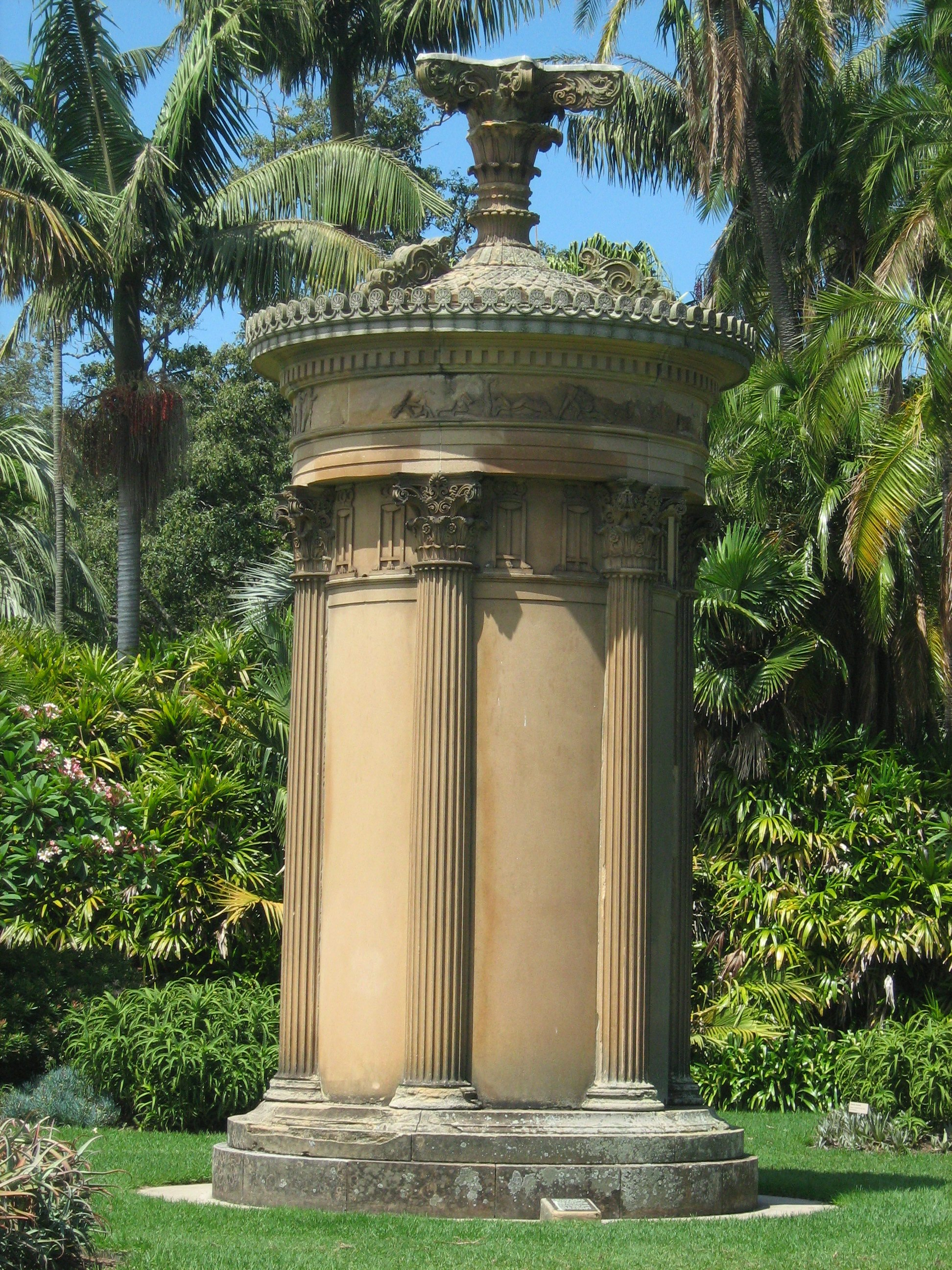
Копия памятника Лисикрата